# Kaffeerstatning
Kaffeerstatning eller kaffesurrogat er et ristet produkt, typisk af cikorierod, blandet med rug og sukkerroe. Kaffeerstatning kan enten anvendes som fuld erstatning for kaffe eller opblandet med kaffe.
Når man tilsætter varmt vand til kaffeerstatningen fås et brunligt udtræk. Kaffeerstatning kan ligeledes fremstilles af figner, byg (malt), majs og flere andre planters frugter eller rødder. Også mælkebøtte har været anvendt i produktionen. Kaffeerstatning anvendtes primært under 2. verdenskrig, hvor der var rationering på mange produkter, herunder kaffe. De førende mærker herhjemme var Rich's (markedsført af De Danske Cichoriefabriker) og Danmark. 
Ud over at kaffeerstatningen er billigere, har den den potentielle fordel, at erstatningen ikke indeholder koffein.